# سند شراحيلي
سند شراحيلي لاعب كرة قدم سعودي (ولد 31 مارس 1986)، في مركز قلب الدفاع.

## مسيرة اللاعب
لعب سابقاً في أندية الشباب و الاتفاق و التعاون و الرائد و الكوكب و الأنوار و التقدم و مضر.

## إنجازاته مع ناديه
- بطولة ART الودية
- كأس خادم الحرمين الشريفين للأبطال موسم 2008
- كأس خادم الحرمين الشريفين للأبطال موسم 2009
- كأس الأمير فيصل بن فهد موسم 2008/2009

## روابط خارجية
- سند شراحيلي على موقع Soccerway.com (الإنجليزية)
- سند شراحيلي على موقع كووورة